# Paris (альбом The Cure)
Paris — концертний альбом британського гурту The Cure, записаний в Le Zénith, Париж, в жовтні 1992 року під час турне на підтримку альбому Wish. Випущений 1993 року.

## Альбом
Paris випущений одночасно з іншим концертним альбомом Show, який був записаний у США. На платівці представлено більше культової класики, на кшталт «The Figurehead» та «One Hundred Years», ніж на Show, який орієнтований на менш упереджену публіку.

## Список композицій
1. The Figurehead — 7:26 (Pornography)
2. One Hundred Years — 7:15 (Pornography)
3. At Night — 6:39 (Seventeen Seconds)
4. Play for Today — 3:50 (Seventeen Seconds)
5. Apart — 6:37 (Wish)
6. In Your House — 3:59 (Seventeen Seconds)
7. Lovesong — 3:31 (Disintegration)
8. Catch — 2:41 (Kiss Me, Kiss Me, Kiss Me)
9. A Letter to Elise — 4:50 (Wish)
10. Dressing Up — 2:49 (The Top)
11. Charlotte Sometimes (не-альбомний сингл) — 3:58
12. Close to Me — 3:57 (The Head on the Door)

## Позиції в чартах
| Рік  | Чарт              | Позиція |
| ---- | ----------------- | ------- |
| 1993 | UK Albums Chart   | 56      |
| 1993 | The Billboard 200 | 118     |

## Учасники записи
- Роберт Сміт-вокал, гітара
- Саймон Геллап — бас-гітара
- Порл Томпсон — гітара, клавішні
- Борис Вілльямс — ударні
- Перрі Бемоунт — гітара, клавішні